# K-9 (Doctor Who-szereplő)
K-9 egy kitalált robotkutya, akit eredetileg Marius professzor készített, majd a Doktor kapta ajándékbe tőle.

## Története
A robotkutyát eredetileg Marius professzor készítette el, hogy pótolhassa kutyáját a kisbolygón, ahol orvosként dolgozott. Majd a The Invisible Enemy részben miután a Doktor megakadályozott egy járványt, s ekkor a hazatérő Marius ajándékba adta a Doktornak. Pár kaland után a robotkutya Leela-l elhagyta a Tardis-t a Gallifrey bolygón.
Később a Doktor épített egy második példányt. Miután megtalálták, és szétszedték az Idő Kulcsát K9 hangja tönkrement, de más hanggal visszatért. A Tardis-t Romana-l hagyta el az E-Tér-n.
A harmadik példányt azért készítette el a Doktor, hogy megvédhesse Sarah Jane Smith-t. Ezt a példányt Hilda Winters tönkretette, de a Doktor megjavította, és végül a robotkutya feláldozta magát, mikor legyőzte a krillitánokat.
A negyedik példányt a Doktor Sarah Jane-nek készítette az előbbi példány pótlására. Később egy fekete lyukat fog őrizni, de végül a lyukat energiaforrásnak odaadták egy űrhajónak. Pár kaland után Sarah saját fiának Luke-nak adta át.
Létezik egy olyan példány, ami a Mark I pusztulása után változott át Mark 2-vé.

## Megjelenései
Először a The Invisible Enemy részben tűnt fel Marius professzor robotkutyája ként, amit a Doktornak adott. Az ezt követő részben (Image of the Fendahl) csak annyira jelent meg, hogy  a Doktor javítgatta. Majd az elkövetkezendő három részben a Doktor és Leela robotkutyájaként jelent meg.
A Mark II a teljes 16. évadban megjelent, ahol a Doktor az Idő Kulcsának darabjait kereste. Az évadot követően a Destiny of the Daleks című részben csak annyi szerepet kapott, hogy a Doktor javítgatta a hangszálit. Ezután a City of Death részben költségtakarékossági okokkal csak megemlítették. Az ezutáni három részben a megszokott John Leeson helyett David Brierley adta a hangját. Utoljára a képernyőn a Warriors’ Gate című részben jelent meg.
A Mark III eredetileg a K-9 and Company című tévésorozatban szerepelt volna Sarah Jane-l, de csak a pilotja valósult meg. Utoljára az Osztálytalálkozó című részben jelent meg.
A Mark IV az előzőt felváltva kezdte meg működését. Ezután a Sarah Jane kalandjai első két évadában egy fekete lyukat őrzött. Ezalatt megjelent röviden a Az utazás vége jelent meg. Az előbb említett sorozat harmadik évadjától a negyedik évad első történetéig többször is megjelent. Utoljára a Isten veled, Sarah Jane Smith című részben jelent meg.